# Yoshiaki Shimojo
Yoshiaki Shimojo (født 10. maj 1954) er en tidligere japansk fodboldspiller og træner.
Han har spillet for flere forskellige klubber i sin karriere, herunder Nissan Motors.
Han har tidligere trænet Nissan FC Ladies og Yokohama F. Marinos.